# Bryoxiphium madeirense
Bryoxiphium madeirense är en bladmossart som beskrevs av A. Löve och Doris Benta Maria Löve 1953. Bryoxiphium madeirense ingår i släktet Bryoxiphium och familjen Bryoxiphiaceae. IUCN kategoriserar arten globalt som starkt hotad. Inga underarter finns listade i Catalogue of Life.